# Holopogon dichromatopus
Holopogon dichromatopus är en tvåvingeart som beskrevs av Mario Bezzi 1926. Holopogon dichromatopus ingår i släktet Holopogon och familjen rovflugor. Inga underarter finns listade i Catalogue of Life.